# Carl Gethe
Carl Magnus Fredrik Erland Gethe (i riksdagen kallad Gethe i Kalmar), född 16 augusti 1830 i Östra Eds socken, Kalmar län, död 12 september 1906 i Kalmar, var en svensk publicist och politiker. Systerson till riksdagsmannen Victor Fleetwood.
Carl Gethe, som var son till en överstelöjtnant, tjänstgjorde i ungdomen vid olika statliga myndigheter men övergick därefter till journalistiken. År 1861 och 1864 var han redaktör för Kalmar-Posten, varefter han 1865 anställdes vid Barometern och 1869 blev redaktör för dagstidningen Kalmar (som periodvis hette Nya Kalmar). För tidningen Kalmar var han ansvarig utgivare 1869–1882 och del- eller helägare 1869–1893. Han engagerade sig också i hushållningssällskapen, lokala arbetarföreningar och traktens sparbanksrörelse, bland annat var han sekreterare i Kalmar läns södra hushållningssällskap. 
Han var riksdagsledamot i andra kammaren för Kalmar stads valkrets 1891–1899. Åren 1891–1894 tillhörde han Andra kammarens center och år 1895–1896 Frihandelsvänliga centern, men när den senare gruppen gick upp i Friesenska diskussionsklubben 1897 valde han först att stå utanför innan han slutligen anslöt sig år 1899. I riksdagen engagerade han sig bland annat i alkoholpolitiska frågor.
Gethes väg i södra Kalmar är uppkallad efter Carl Gethe.